# Casti connubii
Casti Connubii, påvlig encyklika promulgerad av Pius XI 1930. Den betonade äktenskapets helgd samt förbjöd de troende att använda onaturliga preventivmedel och att framkalla eller utföra abort.